# Вестеррёнфельд
Вестеррёнфельд (нем. Westerrönfeld) — община в Германии, в земле Шлезвиг-Гольштейн. 
Входит в состав района Рендсбург-Экернфёрде. Подчиняется управлению Ефенштедт.  Население составляет 4959 человек (на 31 декабря 2010 года). Занимает площадь 7,78 км².